# 北条時行
北条 時行（ほうじょう ときゆき/ときつら）は、鎌倉時代末期から南北朝時代の武将。鎌倉幕府最後の得宗・北条高時の次男。
先代の武家の筆頭である高時と室町幕府創始者当代の武家の棟梁である足利尊氏との中間の存在として、中先代（なかせんだい）とも呼ばれた。
建武政権期、北条氏復興のため、わずか10歳で鎌倉幕府の残党を糾合して鎌倉街道を進撃し、建武2年（1335年）に中先代の乱を引き起こした。兵は5万騎に膨れ上がり、挙兵からわずか1か月、足利直義を破って鎌倉奪還に成功したが、わずか20日で尊氏に逐われた。南北朝の内乱（1336年 - 1392年）では、後醍醐天皇から朝敵を赦免されて南朝方の武将として戦った。
延元2年/建武4年（1337年）から翌年にかけては、鎮守府大将軍北畠顕家や新田義興（義貞の子）と共に杉本城の戦いで足利家長（斯波家長）を討って自身にとって2度目となる鎌倉奪還に成功し、顕家の遠征軍に随行して青野原の戦いで顕家らと共に土岐頼遠を破った。ところが、遠征軍は和泉国（大阪府）で行われた石津の戦いで執事高師直に大敗、遠征軍の長の顕家は敗死したものの、時行は生き残った。
正平7年/文和元年（1352年）、時行は再び義興らと共に武蔵野合戦で戦い、初代鎌倉公方足利基氏を破って3度目の鎌倉奪還を果たした。しかし、この奪還も短期間に終わり、逃走を続けるも、翌年足利方に捕らえられ、鎌倉龍ノ口（神奈川県藤沢市龍口）で処刑された。

## 生涯

### 誕生
鎌倉時代末期、鎌倉幕府の事実上の支配者北条氏の嫡流である得宗家の当主北条高時の次男として誕生。母は、軍記物語『太平記』の流布本第10巻「亀寿殿令落信濃附左近太夫偽落奥州事」では、高時の妾（側室）である二位殿と伝承されている。『太平記』の古い写本の中には「新殿」とするものもあり、『太平記』研究者の長谷川端は、新殿が本来の表記であり二位殿は当て字であるとしている。
時行の生年に関しては不明であるが、兄の北条邦時が正中2年（1325年）11月22日生まれなので、それ以降ということになる。また、元徳元年（1329年）12月22日付の「金沢貞顕書状」には、高時に「今度御出生の若御前」がいると書かれており、これが時行のことであれば元徳元年（1329年）12月頃の生まれとなる。
幼名は文献によって違い、『保暦間記』では勝長寿丸、『梅松論』では勝寿丸、『太平記』では亀寿、『北条系図』では全嘉丸あるいは亀寿丸とされている。『群馬県史』では、熊寿丸としている。通称は相模次郎である。

### 鎌倉幕府滅亡
元徳3年（1331年）、鎌倉幕府と後醍醐天皇の戦いである元弘の乱が発生。はじめ戦局は鎌倉幕府・北条氏に有利だったが、元弘3年/正慶2年（1333年）に武家の名門足利氏の当主である高氏（後の尊氏）が後醍醐方に離反したことで六波羅探題（鎌倉幕府の西国監視機関）が壊滅。同年5月22日には、新田義貞による鎌倉攻めが行われ（東勝寺合戦）、時行の父である高時をはじめ北条一門の多くが自害し、鎌倉幕府は滅亡した。
しかし、時行は得宗家の被官（家臣）である諏訪盛高（『諏訪史料叢書』巻27に記載されている系図によると、盛高は頼重と同一人物であるとされる）によって鎌倉から抜け出し、難を逃れていた。幼い時行はそのまま諏訪氏の本拠地である信濃国（長野県）に渡り、諏訪大社を奉じる諏訪神党のもとにかくまわれた。一方、兄の邦時（万寿丸）も、家臣の五大院宗繁と共に鎌倉脱出を試みていたが、宗繁の裏切りによって新田方に捕縛されて処刑されている。

### 建武の新政と北条与党の反乱
鎌倉幕府倒壊後に後醍醐天皇が開始した建武の新政（1333年 - 1336年）では各地で反乱が起こったが、それらの半数以上が北条与党によって起こされたものだった。少なくとも奥州北部・北九州・南関東・日向・紀伊・長門・伊予・京の8か所で北条氏による乱が発生した。
これらの乱の特徴として、乱が発生した国が、鎌倉幕府で北条氏が守護職に任じられていたこと（日向・越後・紀伊・信濃・長門）、あるいは旧領であったこと（陸奥）があげられる。日本史研究者の指摘によれば、それぞれの北条氏の武将が乱を主導したのではなく、建武政権に不満を持つ在地の武士たちが旗頭として北条氏を担ぎ上げたという面が大きいのではないか、としている。
また、建武の新政においては、戦前からの伝統的通説・21世紀初頭の新説ともに後醍醐天皇は北条与党に対しては冷淡であり、北条氏への忠誠が強かった氏族は少数の例外を除き新政の中枢機関にほぼ用いられなかったと考えられている。

### 時行挙兵、鎌倉奪還
建武2年（1335年）6月には、西園寺公宗という公卿（上級貴族）が「太上天皇」という人物を奉じ、後醍醐天皇の暗殺を計画したが、失敗して捕らえられた（『小槻匡遠記』同月26日条）。西園寺家はかつて代々関東申次（朝廷と鎌倉幕府の交渉役）に任じられてきた有力公家であり、公宗が奉じたこの「太上天皇」は、鎌倉幕府と親しかった持明院統（後の北朝）の後伏見法皇のこととみられる。ただし、日本史研究者の家永遵嗣は、同じ持明院統でも光厳上皇のことを指している、としている。
軍記物語『太平記』（1370年ごろ完成）の流布本第13巻「北山殿謀叛の事」の物語では、公宗は北条高時の弟（時行の叔父）である泰家をかくまっており、京では泰家と共に挙兵し、東国の反乱軍の大将を時行、北国の反乱軍の大将を名越時兼として挙兵する予定だったと描かれている。日本史研究者の鈴木由美によれば、『太平記』のこの物語を直接支持する史料は見当たらないという。しかし、公宗の後醍醐暗殺計画と時行の活動の時期が連動していることや、時行方が建武政権の「建武」年号ではなく持明院統（後の北朝）の「正慶」年号を使用していたことを考えれば、公宗が泰家・時行と結託していたという『太平記』説は事実と考えてもよいのではないか、という。
時行は後醍醐天皇による親政（建武の新政）に不満を持つ勢力や北条氏残党を束ね、同年7月14日、信濃国（長野県）で諏訪頼重（およびその子の時継）や滋野氏ら諏訪神党、三浦時継、三浦時明、蘆名盛員、那波宗政、清久山城守、塩谷民部大輔、工藤四郎左衛門尉などに擁立されて挙兵した（中先代の乱） 。その傘下の武将には、千葉氏のような東国武士や、三浦時明・天野貞村のように建武政権に仕えていたのに政権に反旗を翻した者もおり、相当に大規模な反乱軍であったとみられる。
時行らはまず信濃国守護であった小笠原貞宗を撃破した。同年7月18日、時行は上野国（群馬県）に攻め入った。足利尊氏の弟で建武政権の東国を守護する直義（鎌倉将軍府）は、時行征伐軍を編成して派遣したが、時行はこれを武蔵国女影原（埼玉県日高市女影）・小手指原（同県所沢市北野）・府中（東京都府中市）などで破り、建武政権方の武将渋川義季・岩松経家・小山秀朝・石塔範家らを敗死させた。ついに直義は自ら軍勢を率いて、井出沢（東京都町田市本町田）で時行を迎え撃とうとしたが、時行はこれにも勝利した。7月25日、時行は鎌倉に入り、武家にとっての旧都の奪還を成功させた。
なお、時行に逐われた直義は、鎌倉を脱出する直前、鎌倉に幽閉されていた護良親王を淵辺義博に命じ殺害している。護良は後醍醐天皇の皇子で、元弘の乱の殊勲者の一人だったが、諸事情（諸説有り）により失脚していた。直義が護良を殺害した理由についても諸説あって確実なものはないが、一説によれば、時行が前征夷大将軍である護良を擁立した場合には、反乱軍の旗頭となることを危惧されていたためであるという。一方、日本史研究者の亀田俊和は、護良が幕府を滅ぼした主たる武将の一人であることや、時行はこの時点では持明院統（後醍醐と対立する皇統）との連携を志向していたとみられることを考えれば、時行はむしろ護良に殺意を持っていたと考える方が自然で、実際に擁立する可能性は低かったのではないか、と主張している。したがって、亀田の推測によれば、直義が護良を殺害したのは、単に逃げる際の足手まといだったためか、あるいは時行が鎌倉に迫る緊急事態において、焦りのあまり、時行と護良が連携するという（現実にはありそうもない）想定をした直義の誤算によるものではないか、という。

#### 「中先代」
当時の情報伝達速度からして、建武2年（1335年）7月22日に時行が東国で足利直義を破ったという情報は、おそらく7月25日か26日ごろに京に伝わったと考えられる。足利尊氏は時行征伐のため東国に向かう許可を後醍醐に要請し、さらに惣追捕使と征夷大将軍という官職を求めた。後醍醐はこれを退け、8月1日に征夷大将軍の地位を息子の成良親王に与えた。翌8月2日、尊氏は後醍醐からの公認を得ないまま軍勢を率いて東下したため、後醍醐は尊氏に征東将軍という官職を追認した。同日、後醍醐暗殺計画を企んだとして捕縛されていた公卿西園寺公宗が処刑された。
時行らは尊氏を迎え撃とうとしたが、出陣の直前に台風に見舞われたため、鎌倉大仏殿（高徳院）に避難した。ところがそのとき、大仏殿が倒壊し、500余人の兵が事故死した。8月9日、時行は尊氏と遠江国橋本（静岡県湖西市）で交戦したが敗北。以降、19日まで尊氏との戦いが続き、時行方は足利氏庶流今川氏の武将今川頼国を討ち取るなど奮戦をするも、結果としては連敗を重ね、鎌倉への後退を余儀なくされた。
そして、ついに時行は鎌倉にまで追い詰められ、同19日に諏訪家当主の諏訪頼重・時継親子や安保道潭の子らは自害して果てた（『梅松論』）。軍記物語『太平記』は、このとき大御堂（勝長寿院）で頼重を含め43人の大名が自害したとしているが、『太平記』は数値にしばしば誇張表現がみられることに注意する必要がある。一方、時行自身は鎌倉脱出に成功し、落ち延びた。
時行が鎌倉を占領していたのはわずか20日ほどであるが、先代（北条氏）と後代（足利氏）の間に位置し、武家の府である鎌倉の一時的とはいえ支配者となったことから、この時行らの軍事行動は「中先代の乱」と呼ばれた。

### 南朝への帰順
後醍醐天皇と足利尊氏の戦い建武の乱は尊氏が勝利して室町幕府を開き、後醍醐は京へ投降した。しかし、その直後に後醍醐は京を逃れて大和国（奈良県）吉野で南朝を開き、南朝と室町幕府・北朝との戦いである南北朝の内乱（1336年 - 1392年）が発生した。この戦いで、時行は足利方の室町幕府・北朝ではなく、後醍醐天皇方の南朝に帰順し、朝敵勅免の綸旨を得ることに成功した。確実な史料による時期は不明だが、軍記物語『太平記』の描写に従うならば延元2年/建武4年（1337年）もしくはそれ以前のことである。
なお、北条氏で徹底した反足利派としての行動をした武将は時行が最初ではなかった。たとえば、後醍醐と尊氏の戦いである建武の乱の最中には、延元元年/建武3年（1336年）2月に、大夫四郎という人物（北条泰家か）が信濃国（長野県）で蜂起し（本間美術館所蔵『市河文書』「建武三年二月三十日付市河経助軍忠状」）、3月には当時既に足利方の領地となっていた鎌倉まで攻め込んでいる（この戦いの結果は不明だが、おそらく足利家長（斯波家長）に撃退されたとみられる）。また、同年8月には、建武政権軍の新田義貞配下の越後松寿丸という武将が足利方に捕縛され処刑されたが、名乗りからして越後守普恩寺仲時（鎌倉幕府最後の六波羅探題北方）の子の松寿と同一人物である可能性がある。
なぜ時行が鎌倉幕府と父の高時を滅ぼした後醍醐天皇に与したのかについては諸説ある。
軍記物語『太平記』が描く伝説によれば、時行は父の高時の没落そのものについては高時の側に非があったと納得しており、後醍醐天皇のことは恨んでいなかったという。その一方で、足利尊氏が今の地位にあるのは鎌倉時代に北条氏が恩恵を与えてきたからであるのに、北条氏を裏切って幕府を滅ぼし、さらに後醍醐帝までも裏切って室町幕府を建てたことに憤りを感じていたという。そして、時行とその一族は尊氏とその弟の直義への復讐を願っており、それを果たすために南朝へ帰順したのだと描かれている。
亀田俊和は北条一門と代々婚姻関係を結んできた足利氏の裏切りが許せなかったとする見解を著書に紹介し、「近親憎悪の類に近い」と記している。
『太平記』説に対し、日本史研究者の家永遵嗣は、元々時行は持明院統（北朝）の光厳上皇と結んで活動してきたが、中先代の乱後に上皇が足利尊氏と結んで持明院統を復活させる方針に転換し、尊氏と戦ってきた時行はこれを上皇の裏切り・切り捨てと解して、南朝と結んで尊氏と戦う道を選んだと解している。
一方、鈴木由美は、『太平記』の描写そのものは著者による創作であることは認めつつも、実際の時行とその一族の心情を言い当てているのではないか、と推測している。たとえば、佐藤進一の説によれば、鎌倉時代の武士には奉公した期間によって主に忠義を尽くすべき度合いが違うと考えられており、新参は逃げてもよいが、譜代の重臣は主と命を共にすべきだと考えられていたという。そのため、鈴木によれば、足利氏は名目上は北条氏の直接の家来ではないとはいえ（公的には御家人として対等の立場である）、鎌倉時代に北条氏は足利氏に対して縁戚関係や偏諱などの長年の優遇措置を与えてきており、その事実上の譜代の臣が離反したことが許しがたかったのではないか、という。なお、時行はこの後、得宗家と父の高時を直接滅ぼした武将である新田義貞の子の義興や義宗らとは連携して行動している。鈴木によれば、これは義貞の鎌倉攻略が新田氏主導ではなく尊氏の指示であると知っていたからではないかという。

### 復活と転戦、鎌倉再奪還
延元2年/建武4年（1337年）、南朝鎮守府大将軍北畠顕家は、京を奪還するため自身の統治する奥州から遠征に出た。軍記物語『太平記』によれば、このとき顕家に呼応して、伊豆国（静岡県伊豆半島）では北条時行が5000騎で挙兵して足柄・箱根に兵を進め、上野国（群馬県）では新田義興（義貞の子）が2万騎の兵で挙兵して武蔵国（東京都・埼玉県）に兵を進めたという。そして顕家の軍は総勢10万騎にまで膨れ上がったと言われているが、このような兵数の多さについては『太平記』特有の誇張表現に注意する必要がある。時行・義興が顕家に呼応したとする『太平記』の信憑性について、少なくとも義興側については、日本史研究者の山本隆志は事実であろうとしている。山本はその理由として、義興が顕家軍に同行したことを示す確実な史料はないものの、少なくとも新田一族とみられる武将が参戦したのは史料で裏付けられることや、義興の発給文書の形式に顕家からの影響が見られることなどを挙げている。
顕家・時行・義興連合軍は、12月23日（『鶴岡社務記録』）、鎌倉の攻略戦を開始し、激戦となったが、ついに足利方の守将の足利家長（斯波家長）を敗死させ、鎌倉を制圧することに成功した（杉本城の戦い）。時行にとっては、これが2度目の鎌倉奪還だった。
翌延元3年/建武5年（1338年）1月2日、顕家らは京の奪還を目指し、鎌倉を出陣した。『太平記』では、京までの進撃の間にたびたび両朝の間で戦いが起こったが、特に時行は5000騎を率いて洲俣河（岐阜県・愛知県の長良川）の戦いで高重茂（執事高師直の弟）が率いる3000騎と戦って幕兵300を敗死させ、重茂に勝利したと描かれている。さらに同月28日、顕家・時行軍は美濃国青野原（岐阜県大垣市）で幕将高師冬・土岐頼遠らと交戦し勝利した（青野原の戦い）。
青野原の戦いで勝利した顕家・時行だが、黒地川岸の幕府第二防衛線を突破して京へ直進することは諦め、軍を転進させた。戦いに勝利はしたものの、兵力を消耗したためと思われる。ところがこのとき、顕家は越前国（福井県）で戦う南朝総大将新田義貞とは合流せず、南の伊勢国（三重県）へ向かった。南朝の本拠地である吉野行宮からの司令によって義貞側では顕家との接触を試みており、幕府も顕家と義貞の合流を恐れていたにもかかわらず、である。
顕家・時行が伊勢に向かった理由については諸説あって一定しない。
- 軍記物語『太平記』は、顕家が義貞に功を奪われることを嫌ったからだと描いている[33]。
- 日本史研究者の佐藤進一は『太平記』説を認めつつも、それと同時に時行が父の仇である義貞を嫌い、強硬に義貞との合流反対を主張したのではないか、と推測している[33]。
- 岡野友彦は、中村孝也『北畠顕家卿』の説を引き、『太平記』説には根拠がなく、北近江から越前に向かうのは山路が多く地形的に困難であり、そのため顕家・時行は伊勢に転進したのだとしている[34]。一方、岡野は、時行が義貞を恨んでいたとする佐藤進一説は支持している[34]。
- 鈴木由美は、時行と新田氏の間に遺恨はなかったとの立場であり[27]、時行は、青野原の戦いも後述の鎌倉攻めのときも、義貞の子とともに戦っており、佐藤進一の説は成り立たないとする[35]。

この後、伊勢経由で京に向かった顕家・時行らだが、足利方の諸軍との連戦の末、5月22日に和泉国石津（大阪府堺市）で大敗し、顕家は討死した（石津の戦い）。総大将の敗死により、北畠征西遠征軍は結果として瓦解してしまった。しかし、時行はこの戦いにも生き残り、再び雲隠れした。
その後、『佐野本系図』の伝承によれば、同年、時行は義良親王（後の後村上天皇）の伊勢出航に同行しようとしたが、嵐で出航に失敗したため、そのまま伊勢に住むようになったと伝えられている。ただし、系図の編纂者自身は疑わしいとしている（詳細は#伊勢潜伏説）。
一方、徳川光圀の編纂事業による『参考太平記』（元禄2年（1689年））もまた時行の義良親王伊勢出航同行説を載せており、こちらによると時行は宗良親王と同じ船団に乗り合わせており、宗良と共に遠江国井伊城（静岡県浜松市浜名区引佐町に所在）に入ったという。

### 三回目の鎌倉奪還
正平3年/貞和4年（1348年）ごろから、室町幕府内部で執事の高師直（およびその主の将軍足利尊氏）と幕府の事実上の最高指導者である足利直義（尊氏の弟）の間で政治闘争が発生した。その後、師直・尊氏派と直義派の争いは、観応の擾乱（1350年 - 1352年）という全国的な武力衝突に発展した。戦局は二転三転したが、やがて尊氏は南朝の後村上天皇に帰順し、両朝で分かれていた元号は一時的に旧南朝方の「正平」に統一された（正平の一統）。
しかし正平7年（1352年）初頭、准大臣・歴史家の北畠親房を代表とする旧南朝方は、東西で呼応して京都と鎌倉の同時奪還を企て、南北両朝での争いが再開した。同年閏2月20日、南朝方は京都を制圧した（第四次京都合戦/八幡の戦いも参照）。東国では、その数日前である閏2月15日に上野国（群馬県）で新田義興・義宗兄弟が挙兵し、同時期に信濃国（長野県）では征夷大将軍宗良親王（後醍醐の皇子）を奉じる諏訪氏も挙兵した（武蔵野合戦）。このころ南朝方の諏訪氏を率いていた武将の一人が、幕府の信濃国守護である小笠原政長・長基父子のライバルだった諏訪直頼である。
閏2月20日、義興と義宗は新田氏の軍を二手に分け、義宗は武蔵国人見原（東京都府中市）や金井原（東京都小金井市）で足利方と戦ったが敗北した。一方、北条時行は脇屋義治（義興の従兄弟）と共に義興率いる別働隊に参戦し、鎌倉に侵攻して足利基氏（尊氏の子で初代鎌倉公方）を破り、自身の3回目にして最後となる鎌倉奪還を成功させた。
同月23日、時行と義興らは鎌倉から相模国三浦（神奈川県三浦半島）に移動した。これはおそらく三浦氏の援軍を要請するのが目的だったのだと思われる。同月28日は足利方の石塔義基が鎌倉を攻撃したが、義興は三浦高通と共に義基を撃退した。
その後、時行がいつまで義興と同じ軍に加わっていたかは不明である。いずれにせよ、閏2月28日に尊氏は小手指原（埼玉県所沢市）で南朝の宗良親王と新田義宗を破って鎌倉を取り戻し（小手指原の戦い）、翌3月15日に京も足利方によって制圧されたため、南朝の支配は短期間に終わった。

### 最期
逃走・潜伏を続けた時行だが、翌年の正平8年/文和2年5月20日（1353年6月21日）、遂に足利方に捕らえられ、鎌倉龍ノ口（神奈川県藤沢市龍口）で処刑された（『鶴岡社務記録』『諸家系図纂』『佐野本系図』）。享年は20代半ばと推測される。このとき、代々の得宗被官である長崎氏と工藤氏の出身と思われる武将の長崎駿河四郎と工藤二郎も、時行と共に斬られた（『鶴岡社務記録』）。
このように鎌倉幕府滅亡後も北条氏が長く戦い続けることができた理由として、日本史研究者の鈴木由美は、足利氏への復讐にかける北条一門の闘志と、幕府滅亡後も「先代一族」と称された北条氏の権威を利用した側（建武政権期の地方武士、南北朝期の南朝）の双方の利害が一致したことを挙げている。
時行の処刑から2日後の5月22日は、鎌倉幕府・北条得宗家の滅亡と父高時の死からちょうど20年であった。

## 評価
鈴木由美によれば、「中先代」の「中」とは、「先代」（北条氏）・時行・「当御代」（足利氏）のように、同類のものが3つある時の2番目のものという意味である。20日間の占拠とはいえ、かつての武家政権の首都・鎌倉を実力で征服した武勲が評価されて、北条氏の祖や尊氏と同質の者と見なされたがゆえに「中先代」と呼称されたのではないかという。
また、中先代の乱に赴く際、足利尊氏は征夷大将軍の地位を後醍醐天皇に要求して断られたが、かつてはこのとき尊氏が独自の幕府樹立を企んでいたのではないかとされていた。しかし2018年時点での研究では、その時点で尊氏に武家政権樹立の意志があったことはほぼ否定されており、では尊氏の真意が何だったのかについて、様々な議論がある。これについて呉座勇一は、「足利尊氏は北条時行を恐れていた」と主張する。つまり、弟の足利直義を破って鎌倉を征服し、鎌倉幕府再興という大義名分を掲げる時行を尊氏は恐れており、征夷大将軍という権威で対抗して乱の鎮圧を万全なものにしようとしたのではないかという。

### 中先代の乱の歴史的影響

#### 通説における影響
時行が起こした中先代の乱は、通説と新説の双方において、日本史に決定的影響を与えた戦いだった。中先代の乱の直後に、後醍醐天皇と足利尊氏の間で対立関係が生じ（建武の乱）、ひいては、天皇が政治的実権を握っていた最後の全国的単独政権である建武政権の崩壊に繋がったからである。
1960年代の佐藤進一による通説的見解では、後醍醐天皇は支離滅裂な政策を繰り返して武家や民衆の支持を失った独裁的暗君であり、建武政権の崩壊は必然であったとされる。足利尊氏は後醍醐に反感を抱いており、後は誰かが導火線に点火するのを待つ状況だったという。佐藤の推測によれば、中先代の乱で尊氏が惣追捕使と征夷大将軍を後醍醐に要求したのは、乱を口実として武家の棟梁に足る資格を獲得し、新たな武家政権を樹立する野望を抱いていたからだという。
中先代の乱終結後、後醍醐は尊氏に帰京命令を出したのに対し、尊氏はそれに従わずに鎌倉に留まり独自の恩賞配布を行ったが、佐藤はこれをもって尊氏の後醍醐への反乱が開始されたとしている。なおこの後、後醍醐が新田義貞を指揮官とする兵を差し向けると、尊氏は謝罪のため突然寺院に引きこもったりするなど、歴史的事実と佐藤の想定が食い違う部分もあるが、佐藤はこれを「尊氏が精神疾患のある不安定な人間だったから」と主張している。

#### 新説における影響
一方で、21世紀初頭に進められている新説では、後醍醐天皇は後の室町幕府の法体系にも繋がる優れた法制改革を行い、武家への待遇も手厚かったとされており、呉座勇一によれば、建武政権の崩壊が必然だったとは考えられないという。
建武政権が崩壊した理由の一つとして、亀田俊和は、後醍醐の法整備は短期的な成果を目指すものではなく、長期的な改善を促すものだったため、方向性としては正しかったものの、効果が当事者たちの目に見えるまで時間がかかったことや、後醍醐が恩賞の裁定の公平性を重視した余り、恩賞給付に遅れが生じたことを述べている。
また、亀田はもう一つの理由として、後醍醐の中宮（正妃）である珣子内親王（新室町院）の出産結果という偶発的事象からの連鎖的事態を指摘している。三浦龍昭・亀田によれば、後醍醐は傍若無人な人間であったとする通説とは異なり、実際には政敵である持明院統（後の北朝）の光厳上皇の姉で西園寺公宗の従妹でもある珣子を中宮に迎え、逆に光厳に自身の娘である懽子内親王を嫁がせるなど、婚姻政策を通じて持明院統や西園寺家に対し一定の懐柔政策を行っていたという。珣子が懐妊した際、後醍醐は史上最大規模の御産祈祷を開催しており、亀田の推測によれば、後醍醐は珣子との皇子が未来の天皇となり、大覚寺統（後醍醐の皇統）と持明院統・西園寺家の間の友好関係の橋渡しになることを期待していたのではないか、という。しかし、珣子に生まれたのは皇位を継ぐことができない皇女だった。珣子の従兄の公宗が後醍醐暗殺計画を起こすのはこの3か月後であり、さらにその直後に時行によって中先代の乱が発生したのである。
中先代の乱から建武の乱が生じた理由について、呉座や亀田によれば、尊氏が中先代の乱への出陣の際に征夷大将軍の位を要求したり、その後に独自に恩賞を配布したのは、新たな武家政権を樹立する意図があったのではなく、あくまで時行と北条与党の鎮圧を万全にするためのものだったのではないか、という。ここに、尊氏謀反の噂が京で流れ、後醍醐は使者を派遣して真意を問い質したものの、足利方からの返答が不明瞭だったのもあって、尊氏が謀反人であると誤認したのではないか、という。
森茂暁もまた、尊氏に謀反の意図はなかったとする。森は、一次史料である軍勢催促状のみを見る限り、初期の対立関係はどちらかといえば新田義貞・足利直義間で生じている一方、両者の上官である後醍醐と尊氏にはギリギリまで戦争を回避しようとした形跡が見られ、両者の間には「元弘の乱で苦難を共にした戦友としての信頼感があったのではないか」と推測する。その上で後醍醐は、足利直義が新田義貞誅伐を呼びかけた軍勢催促状を入手するに及び、開戦を決断せざるを得なかったのではないか、としている。

## 伝承

### 愛刀

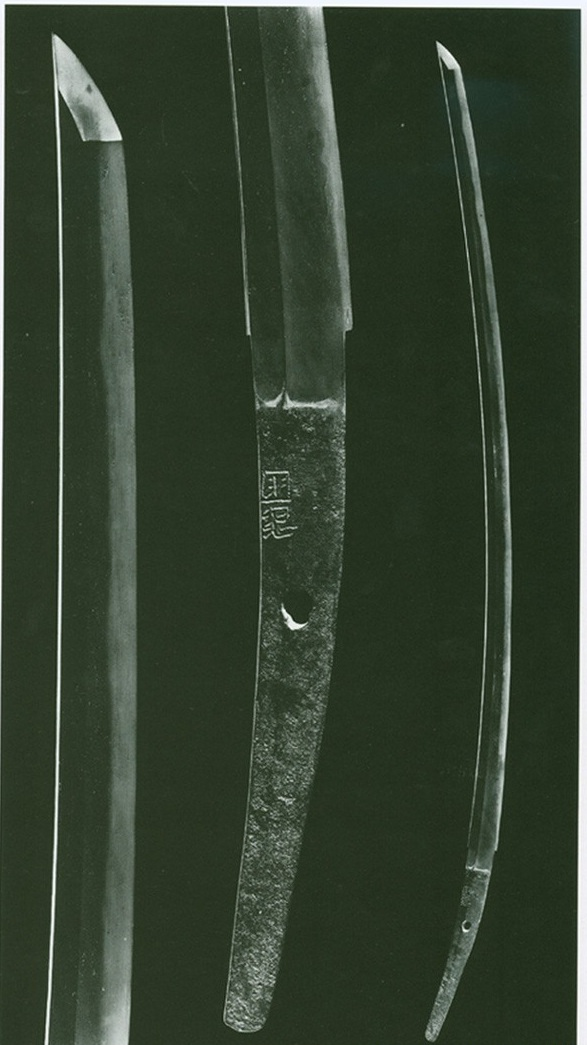
『太平記』流布本で時行の愛刀とされる鬼丸の実物。

『太平記』流布本第32巻「直冬上洛の事附鬼丸鬼切の事」では、中先代の乱で敗れるまで、時行は北条得宗家重代の太刀であり、後世に天下五剣の一つに数えられる名刀となり、現在は御物の一つである「鬼丸」を愛刀としていたと描かれている。
同書によれば、鬼丸はもともと鎌倉幕府初代執権北条時政の伝説に由来する名刀であり、以降は平氏嫡家（ここでは北条得宗家）に相伝され、時行の父の高時もまた守刀として肌身離さず佩用していたという。その後、高時は元弘の乱の東勝寺合戦で新田義貞に敗北して自刃する際、次男の亀寿（『太平記』における時行の幼名）に対し、これは当家の重宝であるからといって鬼丸を授け、信濃国に落ちのびさせたという。
時行は中先代の乱の際もこの刀を身に着けていたが、足利尊氏に鎌倉を奪還されたため、諏訪頼重ら重臣は大御堂（勝長寿院）で顔の皮を剥いで自害したという。このとき、鎌倉を脱出する時行は鬼丸を勝長寿院に置いていったため、人々はてっきり自害した者たちの中に時行がいたと勘違いし（頼重らは顔の皮を剥いでいたので素性がわからなくなっていた）、彼の死を哀れに思ったという。その後、鬼丸は戦利品として義貞に献上されたと描かれている。
なお、『太平記』流布本では、鬼丸を打ったのは奥州宮城郡国府（現宮城県多賀城市）の刀工「三の真国」とされているが、史実では山城国の粟田口国綱とするのが通説である。また、上記の逸話は『太平記』諸本の中でも「西源院本」「楚舜本」「流布本」にのみ存在する独自記事であり、「天正本」など他の系統では、高時が北条氏では鬼丸の最後の継承者であるとされている。
『太平記』では、鬼丸は義貞の死後には足利高経の手に渡り、その所有権を巡って尊氏との間で諍いの元になったと伝えられている。
日本刀研究者の福永酔剣は、中先代の乱で時行を倒したのは尊氏なのだから、時行の刀が義貞に献上されるのは話が不自然であろう、と指摘している。なお、元弘の乱では、高時の長男（時行の兄）の邦時は、義貞の配下の船田義昌に捕縛されて斬られたとされている。そのため、福永の主張によれば、高時は邦時に鬼丸を授けたが、彼は鎌倉脱出に失敗して死亡、その際に鬼丸を義昌に奪われ、それが主君である義貞の手に渡ったと考える方が話の辻褄が合うのではないか、としている。

### 伊勢潜伏説
『佐野本系図』が掲載する説の一つによると、時行は延元3年/暦応元年（1338年）に義良親王や北畠親房らと共に伊勢国大湊（三重県伊勢市）より陸奥国府（陸奥国霊山（現・福島県伊達市））へ渡ろうとするが、天龍灘で暴風に遭い伊勢国に戻されたという。そして、その際に姓を改め、名を「伊勢次郎」とし、伊勢国に住むようになったという。時行がもうけた子孫は繁栄し、小田原北条氏（後北条氏）は時行の子である行氏という人物の血を引いているという。ただし、『佐野本系図』の編纂者自身は、時行刑死の記録を掲載した後に、「今按寓居伊勢有可疑者」（今考えるに、伊勢に身を寄せたという話は疑うべきものがある）と述べている。

### 潜伏地
長野県の伊那地方（伊那谷・伊那市）には中先代の乱までに時行が潜伏していたとされる伝承地がいくつかある。
- 高遠町三義の御所平
- 高遠町藤澤御堂垣外の権殿屋敷かくれ久保
- 伊那富県福地の時行屋敷
- 中川村四徳の殿小屋、殿屋敷、鎌倉屋敷
- 下伊那郡大鹿村大河原の桶谷

### 大徳王寺城の戦い
諏訪大社上社の神長官を務めてきた守矢氏に伝わる『守矢文書』の一部である『守矢貞実手記』によると、興国元年/暦応3年（1340年）6月24日、時行は当時数え12歳の大祝諏訪頼継と共に伊那郡（現在の伊那市長谷溝口）の大徳王寺城にて挙兵し、北朝方で信濃国守護の小笠原貞宗と戦闘を行ったとされる。この際、頼継は父祖の北条氏に対する忠節が忘れがたかったために参戦したという。同月26日に発向した貞宗は数日で城を包囲し、同月7月1日から攻城を開始したが、時行と頼継は心を合わせて城をよく守り、数十度に渡る防衛戦に勝利したという。しかし、増援もないまま兵を失っていったため、4か月後の10月23日夜に大徳王寺城は落城し、時行と頼継は城を脱出したとされている
しかし、上記の資料の信憑性は疑問視されることが多い。たとえば、郷土史家の小口珍彦は、その考証（『伊那』第338号所収）において、『貞実手記』は第一級の史料とは考えられないと主張している。小口は、その1つ目の論拠として、成立年代と貞実の年齢を検討してみれば、大徳王寺城の話は後代の文書もしくは父祖より伝わる伝聞をもとにしたと思われる点、2つ目の論拠として、小笠原氏側の史料には上記の戦いが現れない点を挙げている。とはいえ、『箕輪町誌』の編纂者は、当時の事情を考えれば、確証はないにしても、時行による何らかの挙兵があった可能性はあるのではないか、と主張している。

### 子孫の伝承がある家系
『群書類従』第21輯合戦部所収の戦記物『豆相記』（一説に1600年前後成立）は、『佐野本系図』（#伊勢潜伏説）と同様の時行が伊勢に渡ったとする伝承を記し、さらに時行の子が行氏、その子が時盛、その子が行長、そしてその子が氏盛すなわち後北条氏の祖である伊勢宗瑞（北条早雲）であると伝えている。ただし、現在の研究では伊勢宗瑞は室町幕府の有力な幕臣伊勢氏の一族とされている（詳細は北条早雲、後北条氏を参照）。
愛知県郷土資料刊行会が編纂した『尾陽雑記』では、時行と熱田大宮司家の女の間に生まれた時満（または行氏）の子である北条時任が愛知郡横江村に達し、さらにその孫で赤目城築城主・横井時永を横井氏（横江氏）のはじまりとしている（幕末に福井藩主松平春嶽の政治顧問として活躍した横井小楠（時存）もこの末裔を称していた）。ほかにも伝承として信濃には時行と巫女の子の子孫と称する家が複数みられる。
黒田基樹は後北条氏第2代に数えられる北条氏綱の正室であった養珠院殿が後北条氏家臣で執権北条氏の末裔を名乗っていた横井氏出身の可能性を指摘している。
「泰盈本豊嶋氏系図」（江戸時代に旗本豊島氏が作成した系図）や「道場寺過去帳」では、中先代の乱に敗走した時行は武蔵国の豊島氏当主の豊島景村に匿われ、景村の館で一子をもうけた。景村には子がなく、時行の子輝時を養子にして後継ぎとしたという。だが、時行の子が豊島氏の養子になったという輝時の事跡は、江戸時代の家伝や寺伝にありがちな創作じみた話に過ぎないと推定する説がある。

## ギャラリー

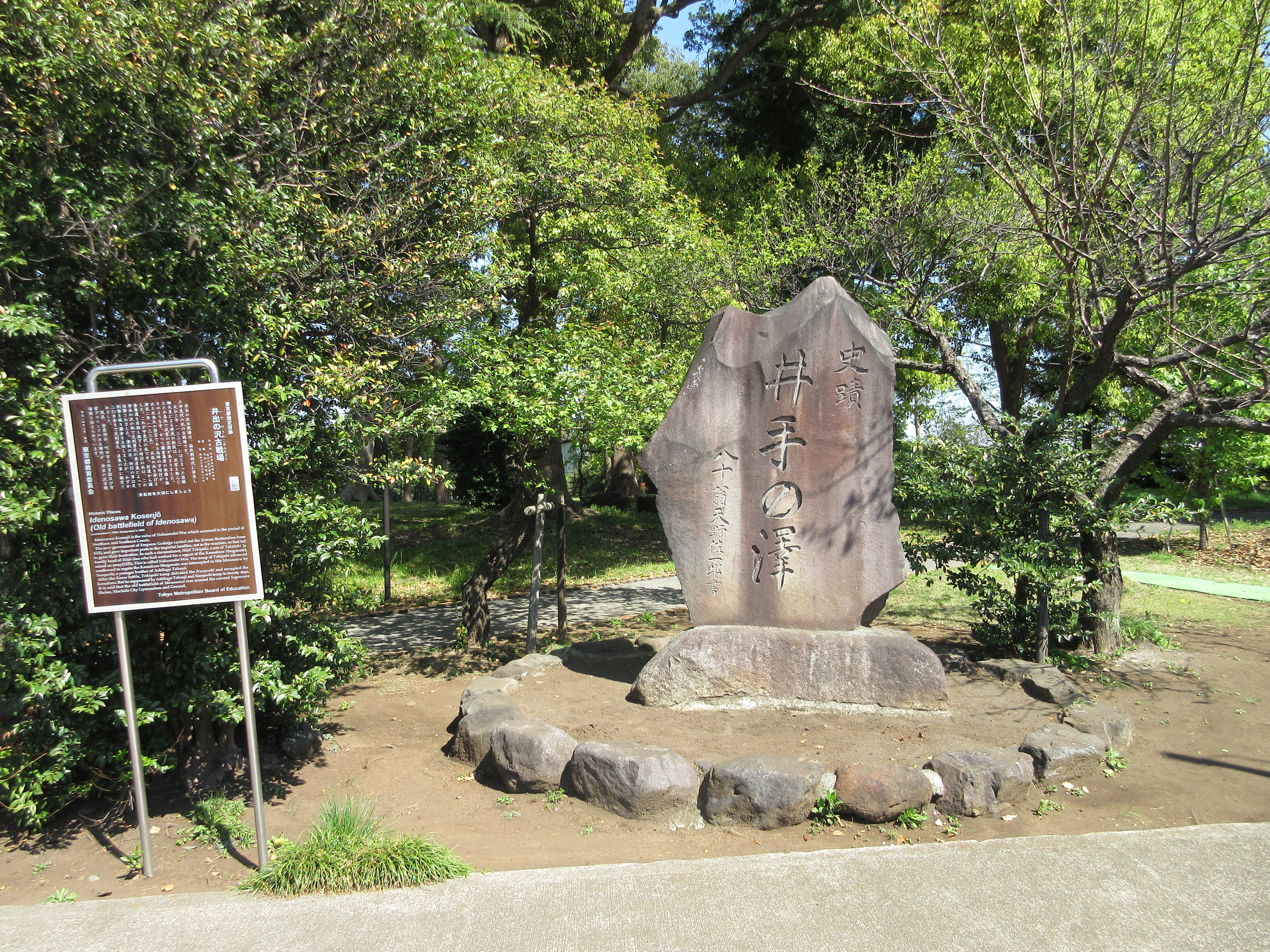
井手の沢古戦場碑。東京都町田市の菅原神社裏手。
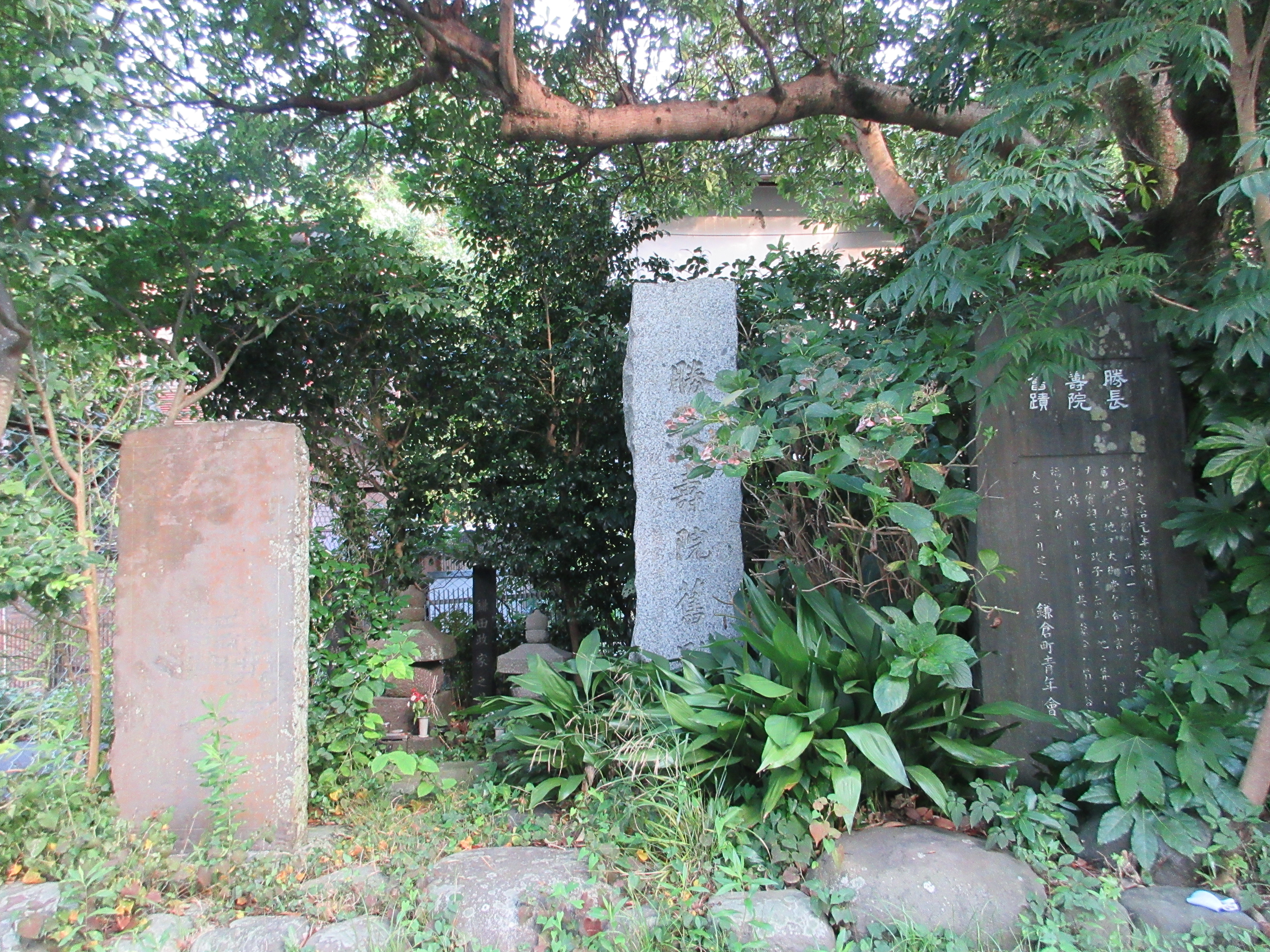
勝長寿院跡。諏訪頼重・時継親子ら43人自害の地。
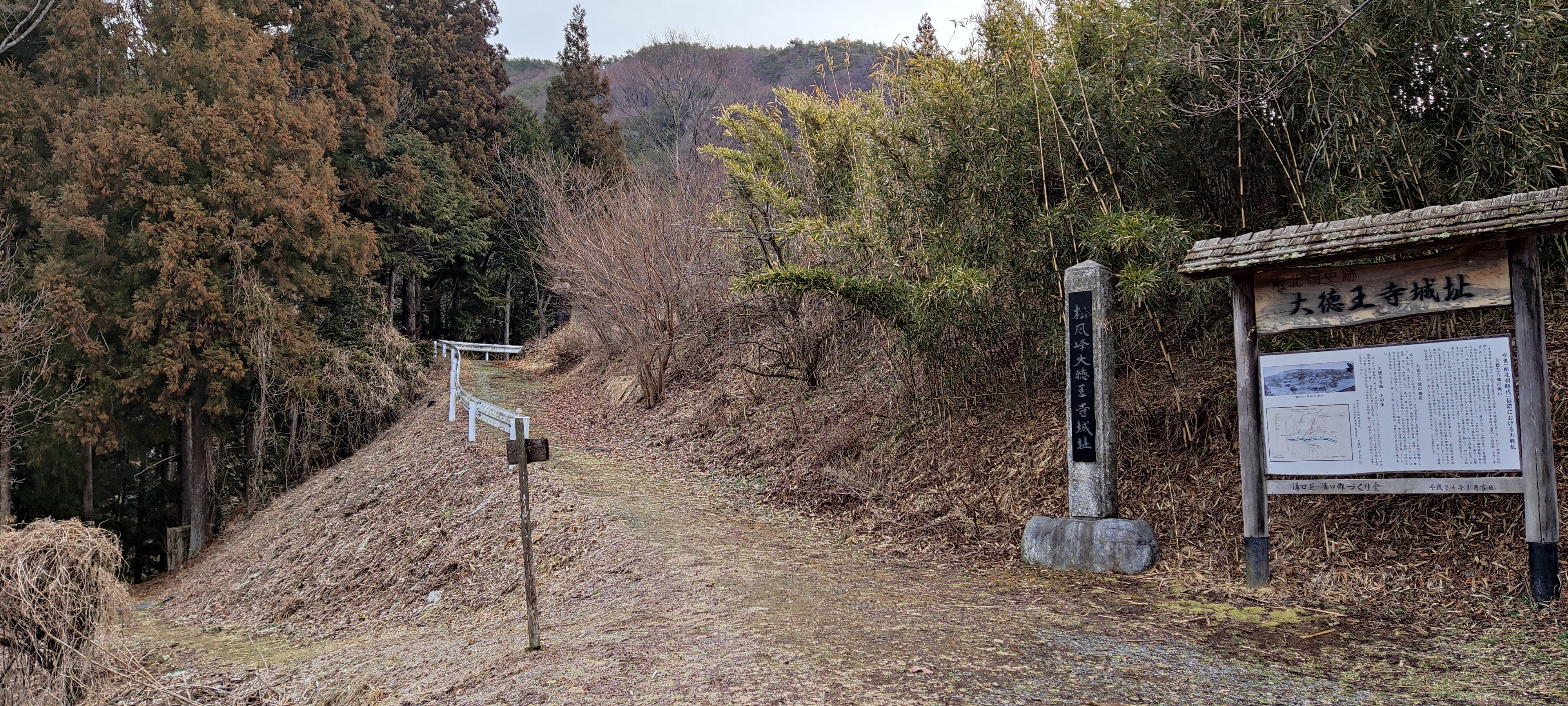
大徳王寺城跡（伊那市）長野県伊那市長谷溝口
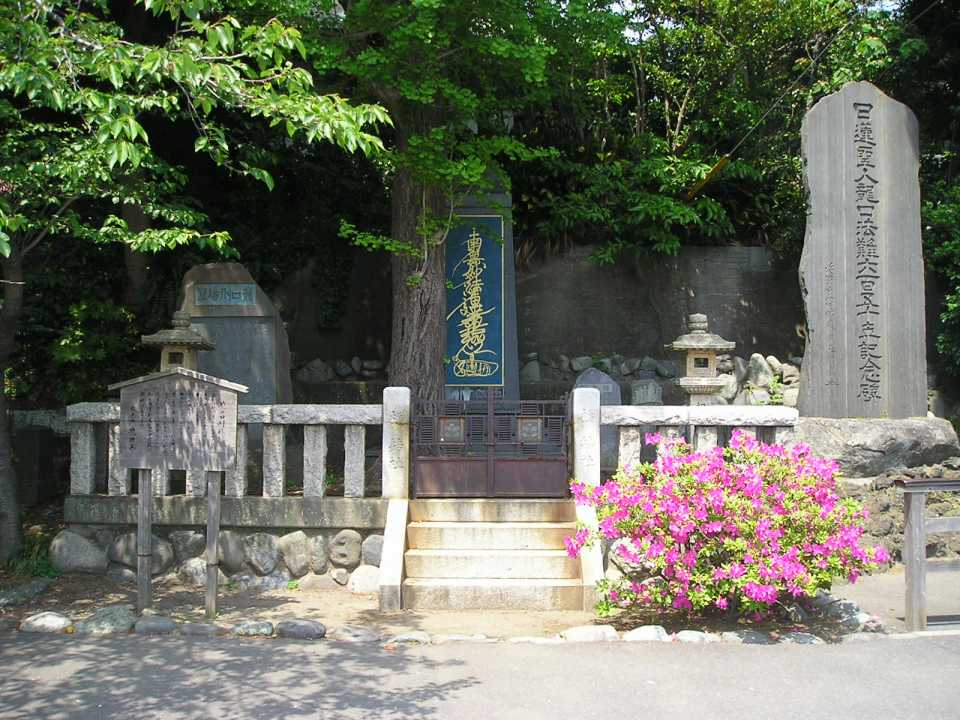
北条時行終焉の地と伝わる龍口刑場跡。

## 関連作品
漫画
- 湯口聖子『夢語りシリーズ 明日菜の恋歌』（ボニータコミックス、秋田書店) 収録「七時雨」「明日菜の恋歌」
- 松井優征『逃げ上手の若君』 - 北条時行を主人公とする漫画作品（2021年1月25日発売の『週刊少年ジャンプ』8号より連載開始）。

アニメーション
- 『逃げ上手の若君』（2024年、TOKYO MX、声：結川あさき）- 上記漫画作品のアニメ版。